# Tobias Reichmann
Tobias Reichmann (Berlino Est, 27 maggio 1988) è un pallamanista tedesco attualmente svincolato.

## Carriera
Nel 2016 vince i campionati europei di pallamano con la nazionale tedesca.